# Orbita selenocentrica

La superficie lunare con la Terra all'orizzonte fotografata dalla missione Apollo 8 in orbita selenocentrica.

In astronautica si indica orbita selenocentrica una qualsiasi orbita percorsa da un veicolo spaziale attorno alla Luna. L'espressione orbita lunare è utilizzata come sinonimo di orbita selenocentrica in riferimento a veicoli spaziali, sebbene in ambito astronomico ci si riferisca con essa all'orbita della Luna attorno alla Terra.
Nessun corpo celeste naturale percorre un'orbita selenocentrica; al contrario, numerose sonde spaziali di fabbricazione umana hanno adottato orbite selenocentriche per studiare la Luna o per consentire il successivo atterraggio di lander o moduli di terra.
L'altitudine all'apoapside (punto dell'orbita più lontano) per un'orbita lunare è nota come apolunio, apocinzio o aposelenio) il punto di massima distanza dalla Luna nella traiettoria di un corpo che orbita attorno ad essa, mentre il periapside (punto più vicino) è noto come perilunio, pericinzio o periselenio, per nomi o epiteti della divinità lunare.
L'orbita lunare bassa (LLO, dall'inglese Low Lunar Orbit) è un'orbita inferiore a 100 km di altitudine. Hanno una durata di circa 2 ore e sono di particolare interesse per l'esplorazione della Luna, ma soffrono di effetti di perturbazione gravitazionale che rendono la maggior parte di esse instabile, e lasciano solo poche inclinazioni orbitali possibili per orbite "congelate" utili per la permanenza a lungo termine in LLO limitando l'uso del propellente per il mantenimento dell'altezza dalla superficie.

## Sonde spaziali
La prima sonda spaziale ad avvicinarsi al nostro satellite fu la sovietica Luna 1, il 4 gennaio 1959. Il veicolo passò a circa 6.000 km dalla superficie lunare, senza tuttavia entrare nella sua orbita. Luna 3, lanciata il 4 ottobre 1959, compì la prima traiettoria circumlunare completa con un percorso a forma di otto, che tuttavia non era ancora un'orbita selenocentrica. La sonda scattò le prime foto della faccia nascosta della Luna.
Il primo veicolo spaziale a entrare in orbita selenocentrica fu Luna 10 nell'aprile 1966. La sonda sovietica studiò il flusso di micrometeoriti e l'ambiente lunare il 30 maggio 1966. La missione successiva, Luna 11, fu lanciata il 24 agosto 1966 con il compito di studiare le anomalie gravitazionali lunari ed effettuare misure della radiazione e del vento solare.
La prima sonda statunitense ad effettuare un'orbita attorno alla Luna fu il Lunar Orbiter 1, il 14 agosto 1966. Si trattava di un'orbita ellittica, con apolunio di 1867 km e perilunio di 189,1 km. L'orbita fu poi circolarizzata a circa 310 km per ottenere immagini adatte. Complessivamente furono lanciate cinque sonde nel giro di 13 mesi, che effettuarono una dettagliata mappatura della superficie lunare allo scopo di individuare dei siti adatti all'allunaggio per il Programma Apollo.
La sonda spaziale della NASA denominata Lunar Atmosphere and Dust Environment Explorer (LADEE) fu lanciata il 7 settembre 2013, dalla Wallops Flight Facility, in Virginia. La missione è terminata il 17 Aprile 2014, quando la sonda è stata fatta intenzionalmente precipitare sulla faccia nascosta della Luna.

## Orbite lunari basse
La maggioranza delle orbite lunari al di sotto dei 100 km sono instabili.
Anomalie gravitazionali che distorcono leggermente le orbite di alcuni orbiter lunari hanno portato alla scoperta di concentrazioni di massa (soprannominate mascon) sotto la superficie lunare causate da grandi corpi che si sono schiantati in tempi remoti nel passato. Queste anomalie sono di entità sufficiente da causare un cambiamento significativo dell'orbita lunare nel corso di diversi giorni. La prima missione di atterraggio con equipaggio dell'Apollo 11 fece il primo tentativo di correggere l'effetto di perturbazione (le orbite congelate non erano note a quel tempo). L'orbita di parcheggio era stata "circolarizzata" a 122 x 100 km di altezza, che avrebbero dovuto diventare 110 km al rendezvous del LEM con il modulo di comando. L'effetto tuttavia era stato sovrastimato di un fattore due, e al rendezvous l'orbita è stata calcolata in 117,0 x 105,2 km.

### Orbite basse stabili
Lo studio dell'effetto dei mascon sui veicoli spaziali lunari ha portato alla scoperta nel 2001 di "orbite congelate" che si verificano con quattro inclinazioni orbitali: 27°, 50°, 76° e 86°, in cui un veicolo spaziale può rimanere indefinitamente in un'orbita bassa. Il subsatellite Apollo 15 PFS-1 e il subsatellite Apollo 16 PFS-2, entrambi piccoli satelliti rilasciati dal modulo di comando e servizio Apollo, hanno contribuito a questa scoperta. PFS-1 finì in un'orbita di lunga durata, con un'inclinazione di 28°, e completò con successo la sua missione dopo un anno e mezzo. PFS-2 fu posto con un'inclinazione orbitale particolarmente instabile di 11° e si mantenne in orbita solo 35 giorni prima di schiantarsi sulla superficie lunare.

## Orbite lunari alte

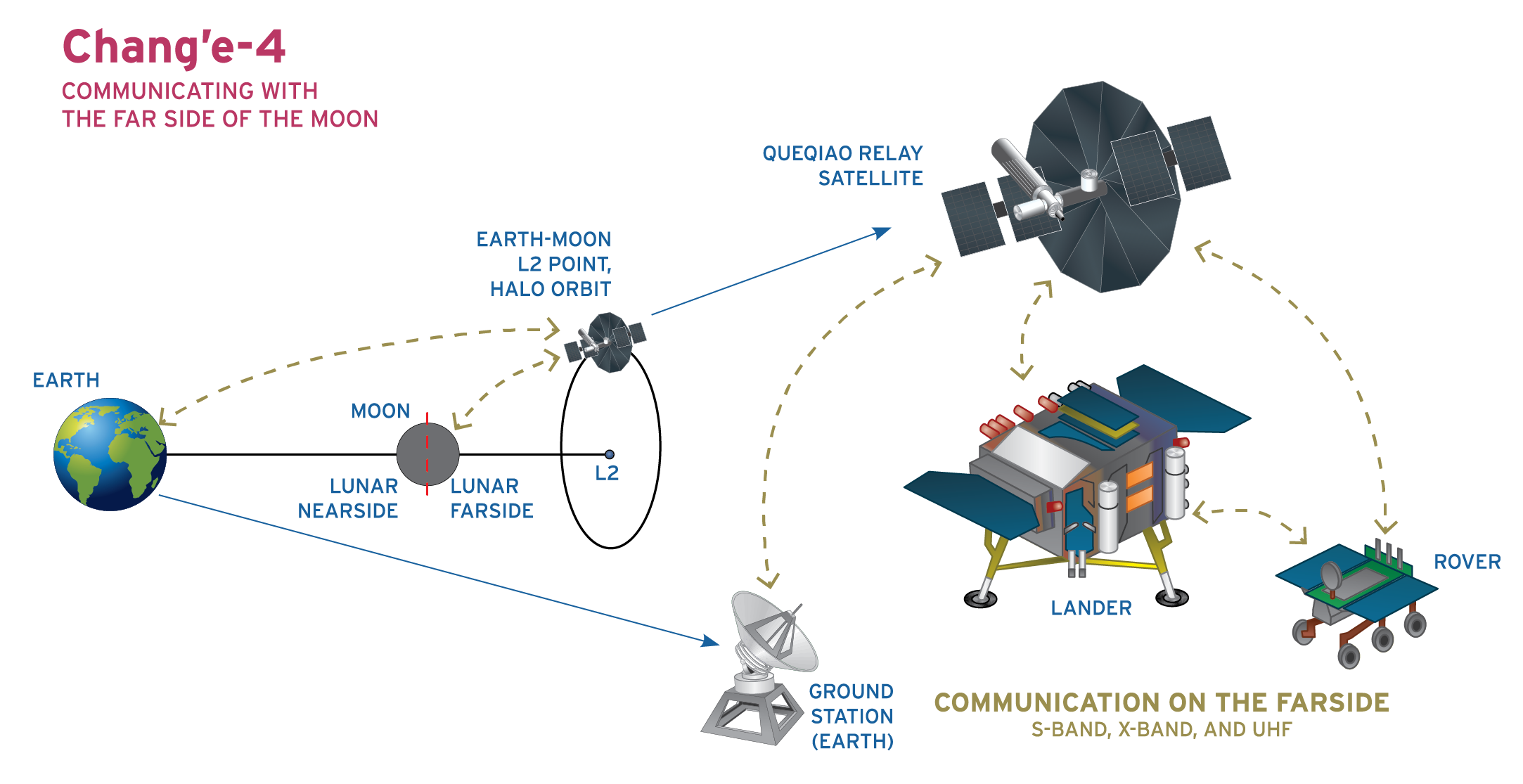
Il satellite Queqiao, in orbita attorno al punto lagrangiano L_{2} del sistema Terra-Luna, consente la comunicazione col rover della missione Chang'e 4 dalla faccia nascosta della Luna.

La sfera di Hill della Luna si estende per una distanza orbitale di 60.000 km, circa un sesto della distanza Terra-Luna, tuttavia le orbite lunari alte sono già instabili a una distanza di 690 km a causa della gravità della Terra. Per questo motivo non può esistere un'orbita selenosincrona (come un'orbita selenostazionaria), poiché questa dovrebbe trovarsi a una distanza di quasi 87.000 km, ben al di fuori della sfera di Hill della Luna.
Le orbite attorno ai punti lagrangiani del sistema Terra-Luna sono opzioni per orbite lunari stabili, come l'orbita distante retrograda (DRO, dall'inglese Distant Retrograde Orbit), nella quale un veicolo spaziale utilizza due punti di lagrange opposti (L1 e L2) per mantenere stabile l'orbita. Viene chiamata retrograda perché un veicolo orbita nella direzione opposta rispetto a quella della Luna nella sua orbita attorno alla Terra, e distante perché a differenza delle orbite lunari basse i punti lagrangiani si trovano a migliaia di chilometri dalla superficie lunare.
Le orbite che mantengono i satelliti in orbite relativamente stabili sopra le posizioni sulla Luna sono orbite halo attorno a dei punti di Lagrange Terra-Luna, come quelle impiegate dai satelliti di collegamento per missioni sul lato nascosto della Luna, il primo dei quali è stato il satellite Queqiao, posizionato attorno al punto L2 del sistema Terra-Luna, a circa 65.000 km di altezza.
Dal 2022 (CAPSTONE) sono state utilizzate orbite halo quasi rettilinee (in inglese Near-rectilinear halo orbit), che utilizzano un punto lagrangiano, e si prevede che saranno impiegate dal Lunar Gateway.